# Клімакс (екологія)

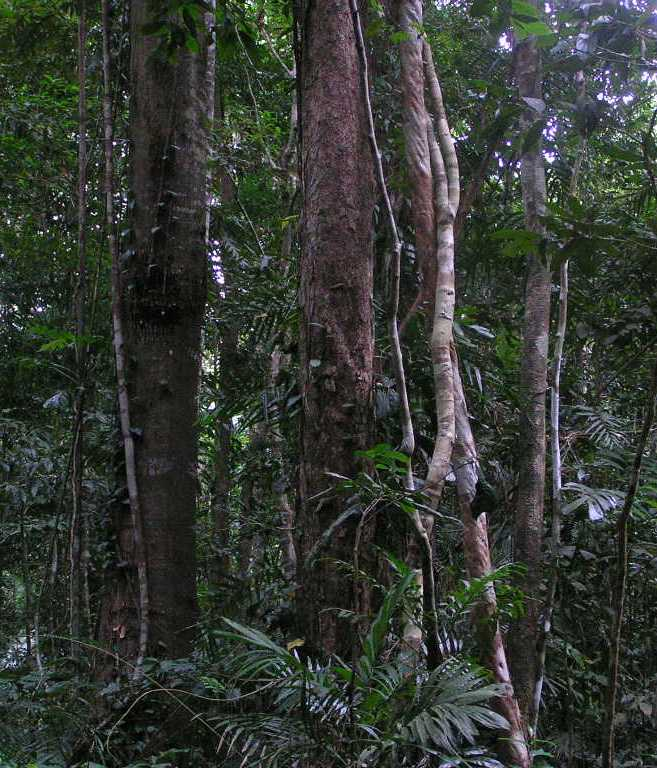
Тропічний ліс в Австралії — приклад клімаксного розвитку лісових екосистем

Клі́макс в екології та геоботаніці — відносно стійкий стан рослинного покриву в біогеоценозі, що виникає у процесі зміни фітоценозу. Часто клімакс розглядають як завершальний, рівноважний етап розвитку екосистеми (моноклімакс). Клімакс залежить від кліматичних факторів, від місцевих особливостей ґрунту та від впливу людини на природу.

## Концепції клімаксу
Термін вперше запроваджений Ф. Клементсом (1916), який був прибічником теорії моноклімаксу та стверджував, що в будь-якій кліматичній зоні існує тільки один клімаксний стан. До його встановлення ведуть усі сукцесії.
Багатьма екологами ця теорія була критично переглянута та запропонована теорія поліклімаксу. Згідно з нею на певній ділянці клімакс може визначатись якимось одним, провідним, або ж кількома факторами у комплексній взаємодії: кліматом, ґрунтовими умовами, топографією, пожежами тощо, тому в одній кліматичній зоні цілком може існувати цілий ряд специфічних типів клімаксу.